# Marco Brenner
Marco Brenner (* 27. srpna 2002) je německý profesionální silniční cyklista jezdící za UCI ProTeam Tudor Pro Cycling Team.

## Hlavní výsledky

### Silniční cyklistika
2019
Národní šampionát
 vítěz silničního závodu juniorů
 vítěz časovky juniorů
Tour du Pays de Vaud
 celkový vítěz
 vítěz soutěže mladých jezdců
vítěz prologu a etap 1 a 2a
Oberösterreirch Juniorenrundfahrt
 celkový vítěz
 vítěz vrchařské soutěže
 vítěz soutěže mladých jezdců
vítěz 3. etapy
vítěz GP Général Patton
LVM Saarland Trofeo
2. místo celkově
 vítěz soutěže mladých jezdců
vítěz 3. etapy (TTT)
Mistrovství světa
 3. místo časovka juniorů
3. místo Trofeo Emilio Paganesi
Mistrovství Evropy
5. místo silniční závod juniorů
Course de la Paix Juniors
5. místo celkově
 vítěz soutěže mladých jezdců
7. místo GP Luxembourg
Giro della Lunigiana
8. místo celkově
 vítěz bodovací soutěže
vítěz etap 1, 2b (ITT) a 4
2020
Národní šampionát
 vítěz silničního závodu juniorů
 vítěz časovky juniorů
Mistrovství Evropy
 2. místo časovka juniorů
4. místo silniční závod juniorů
Grand Prid Rüebliland
4. místo celkově
vítěz etapy 2b (ITT)
2023
Kolem Norska
10. místo celkově

#### Výsledky na Grand Tours
| Grand Tour      | 2022 |
| --------------- | ---- |
| Giro d'Italia   | —    |
| Tour de France  | —    |
| Vuelta a España | 74   |

| —   | Nezúčastnil se |
| DNF | Nedokončil     |

### Cyklokros
2017–2018
Národní šampionát
2. místo závod kadetů
2018–2019
Národní šampionát
2. místo závod juniorů
2019–2020
Národní šampionát
 vítěz závodu juniorů
Mistrovství světa
6. místo závod juniorů